# Спасите тигра
«Спасите тигра» (англ. Save the Tiger) — драматический кинофильм 1973 года режиссёра Джона Эвилдсена. Главную роль исполнил Джек Леммон. Фильм адаптирован по роману Стива Шэгэна с тем же самым названием. Три номинации на премию «Оскар», одна из которых оказалась победной — за актёрскую работу Леммона.

## Сюжет
История про владельца швейной фабрики, который находится на грани банкротства.

## В ролях
- Джек Леммон — Гарри Стоунер
- Джек Гилфорд — Филл Грин
- Лори Хейнеман — Майра
- Норман Бёртон — Фред Миррелл
- Патриция Смит — Джанет Стоунер

## Награды и номинации
- 1974 — премия «Оскар» за лучшую мужскую роль (Джек Леммон), а также две номинации: лучшая мужская роль второго плана (Джек Гилфорд), лучший оригинальный сценарий (Стив Шэган).
- 1974 — три номинации на премию «Золотой глобус»: лучший фильм — драма, лучшая мужская роль — драма (Джек Леммон), лучшая мужская роль второго плана (Джек Гилфорд).
- 1974 — Премия Гильдии сценаристов США за лучший оригинальный сценарий (Стив Шэган).